# Cratere Spallanzani (Luna)

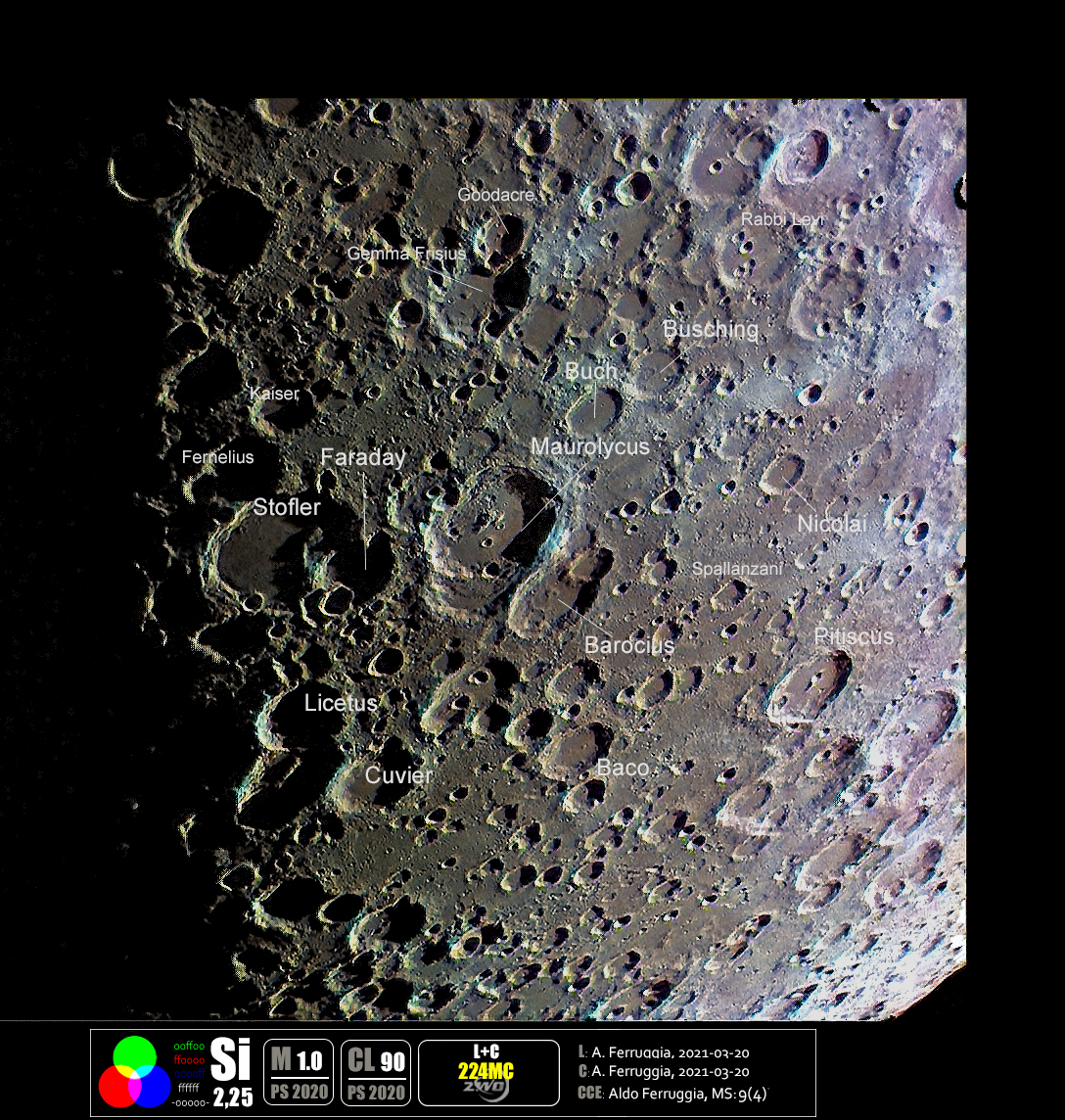
Immagine selenocromatica dell'area del cratere

Spallanzani è un cratere lunare di 30,86 km situato nella parte sud-orientale della faccia visibile della Luna.
Il cratere è dedicato al biologo italiano Lazzaro Spallanzani.